# Rafael Ábalos
Œuvres principales
- Grimpow, l'élu des Templiers

Rafael Ábalos est un écrivain espagnol né le 12 octobre 1956 à Archidona. Son ouvrage le plus connu est Grimpow, l'élu des Templiers.

## Biographie
Avocat de formation, il enseigne à l'école de pratique juridique de l'université de Malaga.
Il a publié deux livres pour adultes avant de connaître  une renommée internationale avec sa première œuvre pour adolescent, Grimpow. Le succès lui a permis de devenir écrivain à plein temps.

## Œuvres
- Écume rêveur, 2005.
- Le Visiteur du labyrinthe, 2001.
- Grimpow, l'élu des Templiers, Albin Michel, coll. Wiz, 2006.
- Grimpow, le chemin invisible, Albin Michel, coll. Wiz, 2009.
- Gotico, Albin Michel, coll. Wiz, 2011[2].
- Poliedrum, Albin Michel, coll. Wiz, 2012.
- Poliedrum - La Prophétie du héros, 2012.